# Hen Wlad Fy Nhadau
Hen Wlad Fy Nhadau este imnul național al Țării Galilor.